# Izeaux
Izeaux é uma comuna francesa na região administrativa de Auvérnia-Ródano-Alpes, no departamento de Isère. Estende-se por uma área de 15,54 km². Em 2010 a comuna tinha 2 174 habitantes (densidade: 139,9 hab./km²).